# Cộng hòa Kruševo
Cộng hòa Kruševo (tiếng Bulgaria và tiếng Macedonia: Крушевска Република, Kruševska Republika; tiếng Aromania: Republica di Crushuva)) là thực thể chính trị tồn tại trong thời gian ngắn được những người nổi dậy thuộc Tổ chức Cách mạng Bí mật Macedonia-Adrianople (IMRO) lập ra vào năm 1903 ở Kruševo trong cuộc khởi nghĩa Ilinden–Preobrazhenie chống lại Ottoman. Theo những câu chuyện kể về sau của người Bulgaria rồi người Macedonia thì đây là một trong những nước cộng hòa hiện đại đầu tiên ở vùng Balkan.

## Lịch sử
Ngày 3 tháng 8 năm 1903, nghĩa quân đã chiếm được thị trấn Kruševo ở tỉnh Manastir thuộc Đế quốc Ottoman (Bắc Macedonia ngày nay) và thành lập chính phủ cách mạng. Thực thể này chỉ tồn tại trong 10 ngày: từ ngày 3 đến ngày 13 tháng 8 và do Nikola Karev đứng đầu. Ông này vốn là một người cánh tả mạnh mẽ, bác bỏ chủ nghĩa dân tộc của các dân tộc thiểu số và ủng hộ liên minh với những người Hồi giáo bình thường chống lại Vương quốc Hồi giáo, cũng như ủng hộ ý tưởng về một Liên bang Balkan.
Trong số các nhóm tôn giáo dân tộc khác nhau (millet) ở Kruševo, đã bầu chọn ra Hội đồng Cộng hòa với 60 thành viên – 20 đại biểu đến từ ba nhóm: Aromania, Bulgaria Giáo khu và Hy Lạp Thượng phụ. Hội đồng này cũng bầu ra một cơ quan hành pháp—Chính phủ lâm thời—với sáu thành viên (2 người từ mỗi nhóm được đề cập), có nhiệm vụ thúc đẩy luật pháp, trật tự và quản lý vật tư, tài chính và chăm sóc y tế. "Tuyên ngôn Kruševo" có lẽ đã được công bố trong những ngày đầu thành lập. Bản tuyên ngôn này do Nikola Kirov chấp bút đã vạch ra các mục tiêu của cuộc nổi dậy, kêu gọi người dân Hồi giáo hợp lực với chính phủ lâm thời trong cuộc đấu tranh chống lại chế độ chuyên chế Ottoman, giành lấy tự do và độc lập. Cả Nikola Kirov và Nikola Karev đều là thành viên của Đảng Dân chủ Xã hội Công nhân Bulgaria mà họ đã hấp thu những tư tưởng cánh tả từ nơi này.
Thế nhưng đã nảy sinh ra một vấn đề về nhận dạng dân tộc. Karev gọi tất cả các thành viên của hội đồng địa phương là những "người Bulgaria anh em", trong khi nghĩa quân IMRO treo cờ Bulgaria, giết 5 người dân Hy Lạp Thượng phụ, bị buộc tội là gián điệp Ottoman, và sau đó tấn công người Thổ Nhĩ Kỳ và người Hồi giáo Albania địa phương. Chừng nào thị trấn còn nằm dưới quyền kiểm soát của mấy komitadji Bungaria, đa số những người dân Thượng phụ đều bị nghi ngờ và khủng bố. Ngoại trừ những người Aromania Giáo khu, đều là sắc dân Bulgarophiles, (với tư cách là Pitu Guli và gia đình họ), hầu hết các thành viên thuộc cộng đồng tôn giáo dân tộc khác đều coi IMRO là phe thân Bulgaria.
Ban đầu bị bất ngờ trước cuộc khởi nghĩa này, chính phủ Ottoman bèn áp dụng các biện pháp quân sự phi thường hòng trấn áp nghĩa quân. Đoàn quân của Pitu Guli (cheta) đã cố gắng bảo vệ thị trấn khỏi binh lính Ottoman kéo đến từ Bitola. Toàn bộ chiến sĩ và thủ lĩnh của họ (voivode) đều thiệt mạng. Sau những trận đánh khốc liệt gần Mečkin Kamen, đại quân Ottoman đã tiêu diệt được Cộng hòa Kruševo, tiến hành những hành động tàn bạo đối với lực lượng nổi dậy và người dân địa phương. Do hậu quả của cuộc đọ súng đã khiến cả thị trấn bị đốt cháy một phần. Sau khi binh lính Thổ và bashi-bazouk người Albania cướp bóc thị trấn, chính quyền Ottoman bèn đưa ra bản tuyên cáo để buộc người dân Kruševo ký vào đó nhằm đổ lỗi cho komitadjis Bulgaria đã thực hiện hành vi tàn bạo và cướp phá thị trấn. Một số cư dân đành phải ký kết dưới áp lực hành chính.

## Lễ kỷ niệm

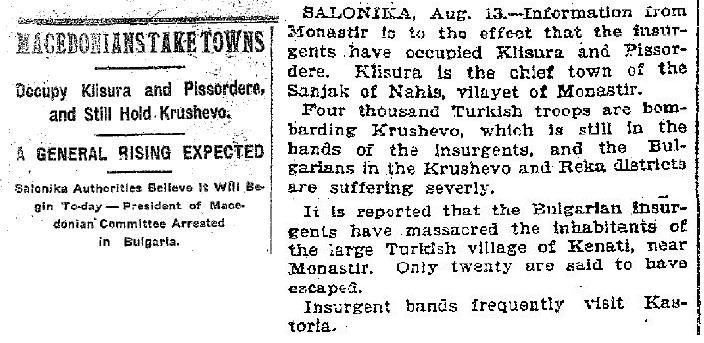
Sự kiện ở Kruševo như tờ New York Times của Mỹ đưa tin vào ngày 14 tháng 8 năm 1903.

Lễ kỷ niệm các sự kiện ở Kruševo bắt đầu trong Thế chiến thứ nhất, khi khu vực này, khi đó được gọi là Nam Serbia, bị 
Bulgaria chiếm đóng. Naum Tomalevski, người được bổ nhiệm làm thị trưởng của Kruševo, đã tổ chức lễ kỷ niệm 15 năm cuộc khởi nghĩa Ilinden trên toàn quốc. Tại nơi diễn ra trận đánh Mečkin Kamen, nhà chức trách đã cho xây dựng một tượng đài và đài phun nước tưởng niệm. Sau chiến tranh, chính quyền Serbia bèn phá hủy những công trình này vì họ muốn tiếp tục thực hiện chính sách cưỡng bức Serbia hóa. Truyền thống kỷ niệm những sự kiện này đã được khôi phục trong Thế chiến thứ hai tại khu vực này qua tên gọi Vardarska Banovina và chính thức được sáp nhập vào Bulgaria.
Trong khi đó, các đảng viên cộng sản Macedonia thân Nam Tư mới được tổ chức đã phát triển ý tưởng về một số kiểu xã hội chủ nghĩa nối tiếp giữa cuộc đấu tranh của họ và cuộc đấu tranh của quân nổi dậy ở Kruševo. Hơn nữa, họ còn hô hào nhân dân đấu tranh cho "Macedonia tự do" và chống lại "quân chiếm đóng Bulgaria phát xít". Sau chiến tranh, câu chuyện tiếp tục ở Cộng hòa xã hội chủ nghĩa Macedonia mà Cộng hòa Kruševo được đưa vào câu chuyện lịch sử nơi đây. Chính quyền Cộng sản mới đã xóa sổ thành công những hoài niệm về Bulgarophile còn sót lại. Là một phần trong nỗ lực chứng minh tính liên tục của quốc gia Macedonia mới và nghĩa quân trước đây, họ tuyên bố những nhà hoạt động IMRO đã có bản sắc Macedonia một cách có ý thức. Ngày nay, việc thành lập một thực thể tồn tại trong thời gian ngắn ở Bắc Macedonia là khúc dạo đầu cho nền độc lập của nhà nước Macedonia hiện đại.
"Bảo tàng Khởi nghĩa Ilinden" được thành lập vào năm 1953 nhân kỷ niệm 50 năm Cộng hòa Kruševo. Bảo tàng được đặt trong ngôi nhà trống của gia đình Tomalevski chính là nơi thành lập nền Cộng hòa, mặc dù gia đình này đã di cư sang Bulgaria từ lâu. Năm 1974, một tượng đài khổng lồ được xây dựng trên ngọn đồi phía trên Kruševo tưởng niệm chiến công của những người cách mạng và ASNOM. 